# Porpác
Porpác község Vas vármegyében, a Sárvári járásban.

## Fekvése
A Gyöngyös-sík keleti részén, Sárvártól 10 kilométerre nyugatra, Bögöttől 3 kilométerre nyugatra található.

### Megközelítése
Zsáktelepülés, közúton csak Bögötön keresztül érhető el a 88-as főútról Sárvár nyugati határszélénél letérve, a 8458-as úton.
Közigazgatási területén áthalad a Hegyeshalom–Porpác-vasútvonal és a Székesfehérvár–Szombathely-vasútvonal közös szakasza, de megállási pontjuk nincs a községben; a település nevét viselő Porpác vasútállomás valójában Bögöt és Csénye határvonala közelében, de előbbi területén helyezkedik el, Porpác központjától a távolsága körülbelül 3,5 kilométer.

## Története
A Savariából Arrabonába vezető római hadiút porpáci szakaszát már az 1870-es években említik. Ugyanekkortól fogva ismertek voltak a határban emelkedő sírhalmok, amelyekről a 20. század elején végzett feltárás alapján lehetett megállapítani, hogy a kora vaskorból származnak. Ezen kívül csak egy véletlenszerűen előkerült kőkoporsóról lehetett tudni.
Porpác neve esetleg szláv származású. Először 1321-ben fordul elő Kápolnafölde határjárásában. 1329-ben a király pecöli Zarka Miklósnak adományozta. Az ekkor elvégzett határjárásban említik a római utat is (Vtteuim = öttevény néven). A középkorban sokáig a Zarka volt a fő birtokosa, velük nyilván rokonságban álló egyéb köznemesi családok is előfordulnak itt. 1548-ban Porpác Erdődy Péteré volt. Az ekkor feltűnő Nemesporpácon kisnemesek laktak. Utóbbi a 17. században a porpáci Darázs (Darás) családé lett. Darázs (Darás)- és Pórporpác közigazgatásilag csak 1863-ban egyesült.
A két középkori – kora újkori falucska régészeti maradványait még nem ismerjük, feltehetően a mai belterületek alatt kereshetők. A helyi hagyomány szerint a darázsporpáci Felsőtemetőben valamikor templom volt. Ennek bizonyítására még további kutatásokra van szükség.
Pórporpác: A településrész valószínűleg középkori eredetű. A gazdasági központja a ma is különálló Csókakő major volt. A majorban található jelentős számú, ma már romos cselédlakás, a nyugati részén pedig a gazdatiszti lakás áll. Az északnyugati sarokban pedig korszerű gazdasági épületek sorjáznak. A Csókakő major kezdete nem ismeretes, de a feltételezések szerint a 17. századig nyúlhat vissza.
Pórporpác gyakorlatilag a Rátka-patak bal partjának magaslatára települt, melyet a templom és a volt iskola zár le. Eredeti kiterjedése a Kossuth utca volt, mely a 20. század elején a Dózsa utcával bővült.
Darázsporpác urai: A porpáczi Darás família régi Vas vármegyei nemesi család volt, első ismert őse porpáczi Darás Imre volt, akinek fiait, Mátét és Vendelt 1470-ben említették egy okiratban. Darás Benedek és fiai, Darás Imre, Oarás Máté – valamint a szintén itt birtokos Porpáczy család tagjai – 1555-ben kaptak nádasdi és fogarasföldi báró Nádasdy Tamás nádortól új adománylevelet darázsporpáci (más néven kisporpáci) birtokaikra. Rudolf király 1583-ban Darás Máténak adománylevelet állított ki a Vas vármegyei Felsőpatyra. A família darázsporpáci birtokadományát 1748-ban Mária Terézia királynő is megerősítette. Az 1754-55-ös országos nemesi összeírás alkalmával a Darás család 12 tagját említették Vas vármegyei birtokos nemesként.
Porpác község fejlődése a Vép felőli útkapcsolat kiépítésének elmaradásával jelentősen visszaesett, ma csak Sárvár felől érhető el a zsákfalu. Az út visszaállítására tervek készültek, anyagi forrás hiányában azonban elmaradt.
A település határában Vát községgel közösen repülőtér építését tervezték Savaria Airport néven. A repülőtér kérdéséről népszavazást tartottak 2009. április 5-én, melyben a többség támogatásáról biztosította a beruházást. A kormány 2009. december 30-án kiemelt jelentőségű beruházássá nyilvánította a projektet. A repülőtér-építésről üzleti tervet soha sem hoztak nyilvánosságra és tényleges befektető sem akadt a projektre. A szakmailag és gazdaságilag is teljesen megalapozatlan terv néhány év múlva elhalt, a kormány a projektet 2012 augusztusában törölte a kiemelt jelentőségű projektek közül.

## Közélete

### Polgármesterei
- 1990–1994: Süle Ferenc (független)[8]
- 1994–1998: Boros Béla (független)[9]
- 1998–2002: Boros Béla (független)[10]
- 2002–2006: Boros Béla (független)[11]
- 2006–2008: Boros Béla (független)[12]
- 2008–2010: Poócza Tamás (független)[13]
- 2010–2012: Joós Attila (független)[14]
- 2012–2014: Tóth Teodóra Erzsébet (független)[15]
- 2014–2019: Tóth Teodóra Erzsébet (független)[16]
- 2019–2021: Tóth Teodóra (független)[17]
- 2022–2024: Schimmerné Schweiger Katalin (független)[18]
- 2024– : Schimmerné Schweiger Katalin (független)[1]

A településen 2008. december 21-én időközi polgármester-választást tartottak, az előző polgármester lemondása miatt. Ugyanilyen okból kellett időközi választást tartani Porpácon nem sokkal a következő önkormányzati ciklus félideje előtt, 2012. május 20-án is. 2022. június 26-án ismét ugyanilyen okból került sor időközi polgármester-választásra, Tóth Teodóra 2021. augusztus 17-én ugyanis lemondott. A veszélyhelyzet megszűnése után lehetett kiírni a választás időpontját.

## Népesség
A település népességének változása:
| Lakosok száma | 135  | 128  | 132  | 148  | 158  | 162  | 166  |
|               | 2013 | 2014 | 2015 | 2021 | 2022 | 2023 | 2024 |

A 2011-es népszámlálás során a lakosok 94,3%-a magyarnak, 0,7% németnek mondta magát (5,7% nem nyilatkozott; a kettős identitások miatt a végösszeg nagyobb lehet 100%-nál). A vallási megoszlás a következő volt: római katolikus 83,7%, református 2,8%, evangélikus 0,7%, felekezet nélküli 2,1% (9,9% nem nyilatkozott).
2022-ben a lakosság 92,4%-a vallotta magát magyarnak, 1,3% örménynek, 1,3% németnek, 1,3% cigánynak (7,6% nem nyilatkozott; a kettős identitások miatt a végösszeg nagyobb lehet 100%-nál). Vallásuk szerint 44,9% volt római katolikus, 7% evangélikus, 0,6% református, 1,3% egyéb keresztény, 0,6% egyéb katolikus, 6,3% felekezeten kívüli (38,6% nem válaszolt).

## Nevezetességei
- Mária Szeplőtelen Szíve templom
- Út menti kőkeresztek
- Darázsporpáci temető szép táji környezetben, kőkeresztekkel